# Marja Baseler
Marja Baseler (Dordrecht, 23 juni 1959) is een Nederlandse auteur en vooral bekend van haar informatieve kinderboeken. Haar boeken zijn behalve in Nederland en België ook in andere landen uitgegeven en werden vertaald in onder meer het Duits, Italiaans, Spaans, Zweeds, Chinees, Koreaans, Tsjechisch, Hongaars, Japans, Taiwanees en Oekraïens.

## Levensloop
Baseler werkte als leerkracht in het speciaal onderwijs en volgde daarna de studie pedagogiek aan de Universiteit Utrecht. Ze werd coördinator op een school voor Ziekenverzorgenden en daarna projectleider bij het Project Advies Interculturele Leermiddelen (PAREL). In die periode begon ze met het schrijven van lesmethoden voor het MBO (Zorg en Welzijn) en daarna ook met het schrijven van kinderboeken. Baseler was oprichter van de schrijfschool Schrijven in Utrecht en geeft schrijftraining bij het Veteraneninstituut.

## Schrijverschap
Baseler heeft ruim dertig informatieve kinderboeken geschreven. Ze is nu voornamelijk bekend van haar serie gezondheidsboeken voor kinderen: Pretpark de Poepfabriek, Het Hersenhotel en Kasteel Hartenstein. Zij schreef de boeken samen met Annemarie van den Brink, met illustraties van Tjarko van der Pol. De serie wordt uitgegeven door uitgeverij Luitingh-Sijthoff. Buiten Nederland worden de boeken onder andere uitgegeven bij Klett Kinderbuch, Alfabeta Bokförlag en Fabbri Editori.
Baseler publiceerde verder bij The House of Books en Het Spectrum en haar boeken werden ook geïllustreerd door Dagmar Stam, Gertie Jaquet, Wilbert van der Steen, Harmen van Straaten en anderen.
In samenwerking met Annemariet van Beers ontwikkelde Baseler de Lekker In Je Vel emotiekaarten, een spel dat wordt uitgegeven door Uitgeverij Briljant.
Zij schreef lesmethodes voor het VMBO, MBO en Basisonderwijs bij uitgeverij Thieme Meulenhoff, Malmberg en Nijgh Versluys.

## Publicaties (selectie)
Bij uitgeverij The House of Books:
- Eerst jij dan ik (2004), met illustraties van Dagmar Stam[6]
- Heen en weer (2011), eboek.[7][8]

Bij uitgeverij Luitingh-Sijthoff:
- Pretpark de Poepfabriek (2016)[9]
- Het Hersenhotel (2019)
- Kasteel Hartenstein (2024)[10]

- Gemeinsame Normdatei: 137741359
- International Standard Name Identifier: 0000 0003 6913 5993
- Nationale Bibliotheek van Tsjechië: xx0301668
- Nederlandse Thesaurus van Auteursnamen: 162878338
- Virtual International Authority File: 290601322